# مونكالييري

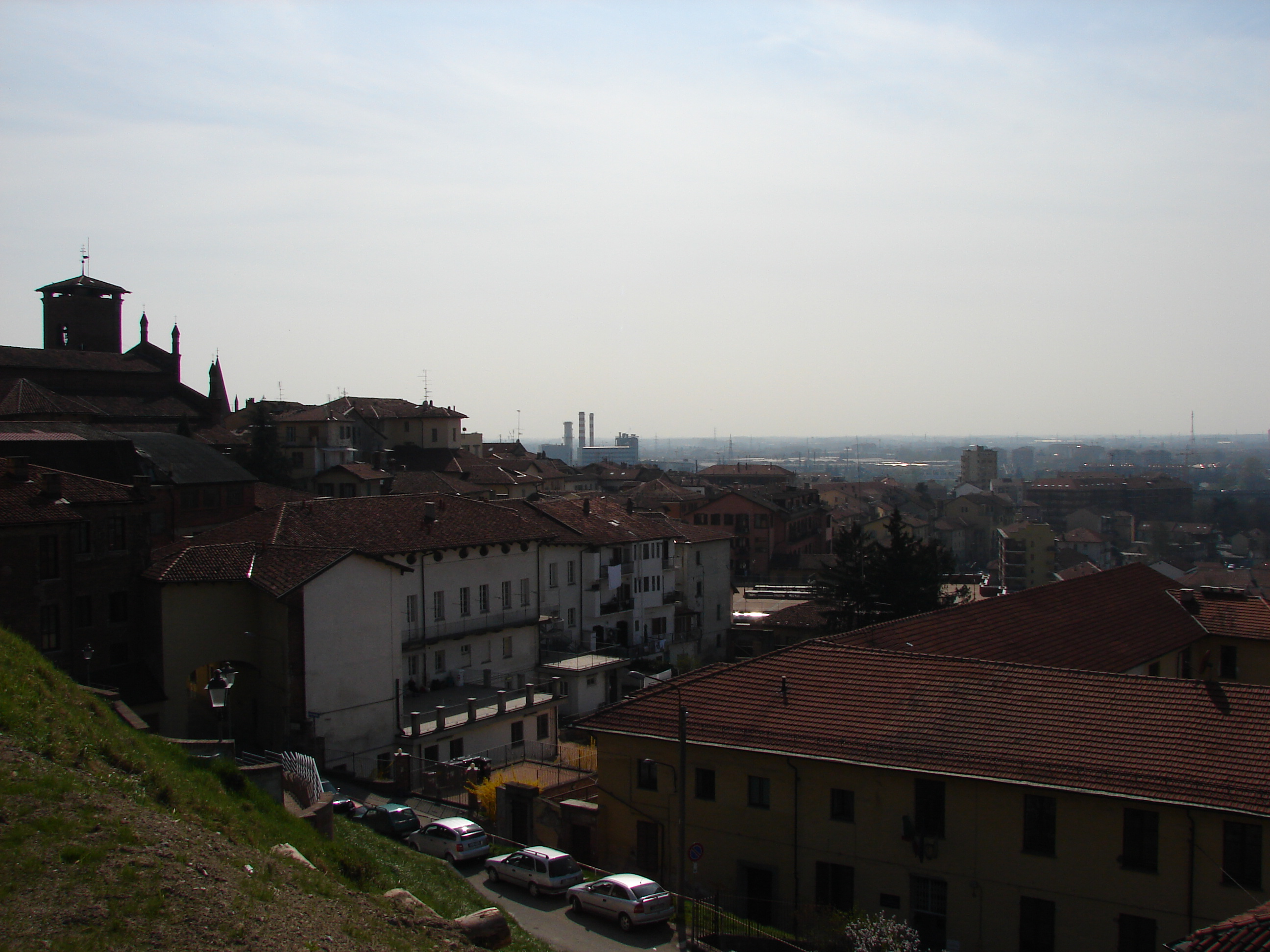
منظر عام

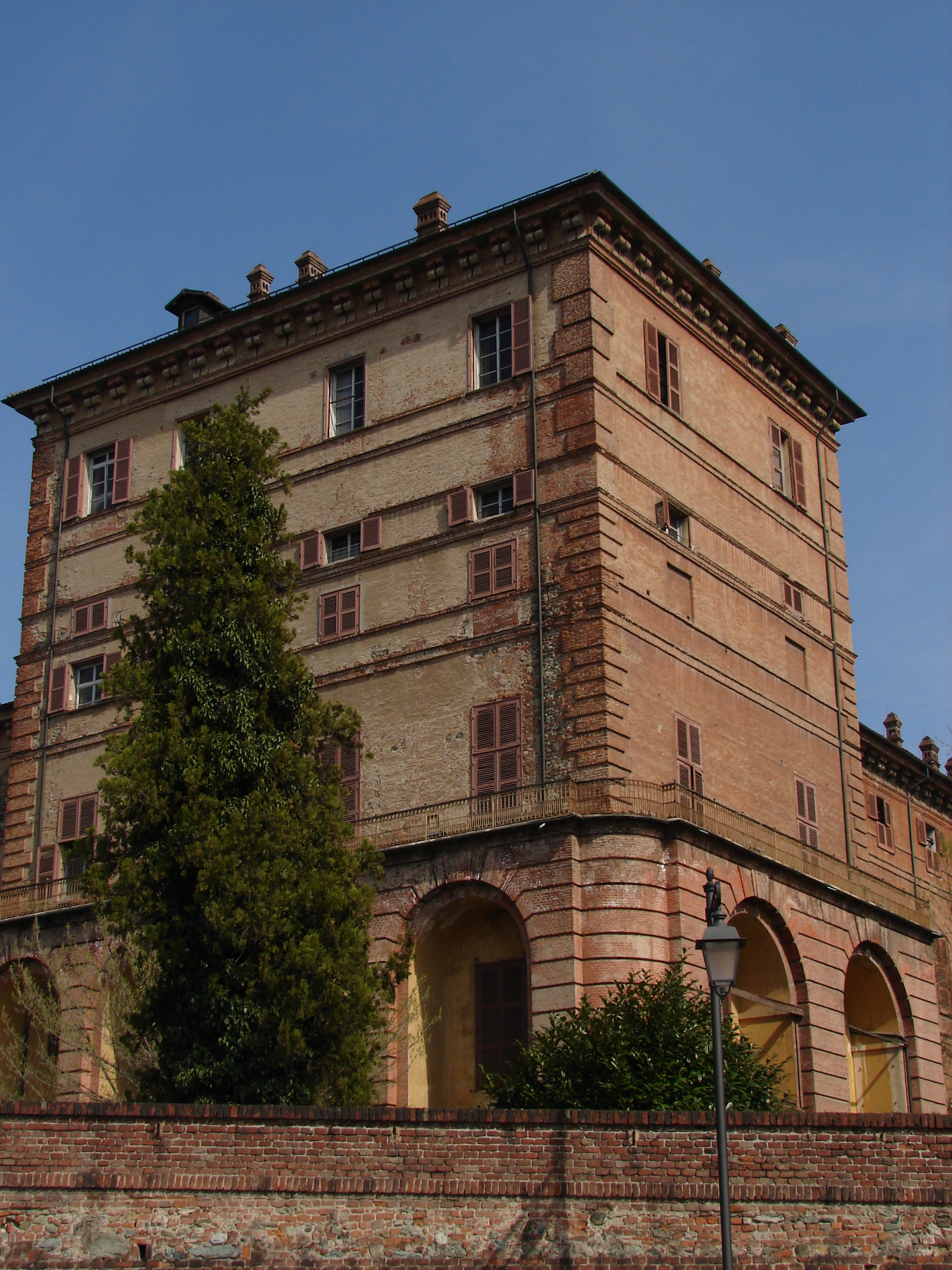
القصر

مونكالييري (بالإيطالية: Moncalieri)‏ مدينة شمال إيطاليا، في إقليم بييمونتي وثاني أكبر المدن في مقاطعة تورينو، تبعد عن تورينو 9 كم، كما تورينو يمر بها نهر بو، أسست عام 1228 م، تشتهر بقصرها الميني في القرن الثاني عشر ووسع في القرن الخامس عشر ثم أصبح المكان المفضل للملك فيتويو إمانويلي الثاني، عدد سكانها 55.983 نسمة.

## السكان
في سنة 1861 بلغ عدد السكان 10٬680 نسمة، وتطور العدد ليصل في سنة 2011 لـ 55٬875 نسمة.
يظهر هذا المخطط البياني تطور النمو السكاني لـ مونكالييري

## توأمة
لمونكالييري اتفاقيات توأمة مع كل من:
- بادن بادن (1990 - )
- أرغيروبولي

## أعلام
- ماريا أنطونيا فرناندا من إسبانيا
- فيتوريو باريجيني
- دانييلي راتو
- بييترو كانونيكا
- كارلو بنسوليو
- أليسيا فينتورا
- فيتوريو أميديو الثاني
- فيتوريو أميديو الثالث